# Integriertes Küstenzonenmanagement
Das Integrierte Küstenzonenmanagement (IKZM) ist ein dynamischer, kontinuierlicher und iterativer Prozess, durch den das nachhaltige Küstenzonenmanagement gefördert werden soll.

## Definition der Europäischen Kommission
„Das Integrierte Küstenzonenmanagement versucht langfristig, ein Gleichgewicht herzustellen zwischen den Vorteilen der wirtschaftlichen Entwicklung und der Nutzung der Küstengebiete durch die Menschen, den Vorteilen des Schutzes, des Erhalts und der Wiederherstellung der Küstengebiete, den Vorteilen der Minimierung der Verluste an menschlichem Leben und Eigentum sowie den Vorteilen des Zugangs der Öffentlichkeit zu und der Freude an den Küstenzonen, und zwar stets innerhalb der durch die natürliche Dynamik und die Belastbarkeit gesetzten Grenzen.“
(Europäische Kommission 1999).

## Umsetzung in Deutschland
Auf Vorschlag des damaligen Bundesumweltminister Sigmar Gabriel hatte das Bundeskabinett am 22. März 2006 eine Nationale Strategie für ein Integriertes Küstenzonenmanagement (IKZM) in Deutschland verabschiedet. Damit setzte die Bundesrepublik eine entsprechende Empfehlung der Europäischen Kommission aus dem Jahr 2002 um.
Am 27./28. April 2006 wurde die Strategie auf einer vom Bundesumweltministerium mit Unterstützung des Bundesamtes für Naturschutz und des Umweltbundesamtes veranstalteten internationalen Tagung in Bremen der Öffentlichkeit und den betroffenen Parteien vorgestellt. Dabei wurde über den weiteren IKZM-Prozess in Deutschland diskutiert.
Für die Küsten-Bundesländer Niedersachsen, Schleswig-Holstein und Mecklenburg-Vorpommern gibt es regionale „Strategien“ des IKZM.

## IKZM weltweit
Das Integrierte Küstenzonenmanagement wird in verschiedenen Versionen in den USA seit den 1970er Jahren angewandt, hat wesentlichen Auftrieb jedoch als ein von der Europäischen Kommission gefördertes Planungs-Instrument erhalten. Mittlerweile werden die Ideen und Ansätze aber auch weltweit angewandt. An den Küsten Chiles und in Südost-Asien (Philippinen, Indonesien) gibt es Bemühungen ein IKZM aufzubauen. Diese Projekte werden im Rahmen des Internationalen Naturschutzes und der Entwicklungszusammenarbeit u. a. von der Deutschen Gesellschaft für Internationale Zusammenarbeit (GIZ) unterstützt.